# Lodi (Wisconsin)
Pour les articles homonymes, voir Lodi (homonymie).
Lodi (en anglais [ˈloʊ.daɪ]) est une ville de l'État du Wisconsin, au nord des États-Unis, dans le Midwest. Sa population s'élève à 3 050 habitants lors du recensement de 2010.

## Géographie
Spring Creek, qui s’étend depuis les marécages jusqu'au centre-ville et se jette dans le lac Wisconsin, est un ruisseau local, que les truites remontent lors du printemps. Certaines parties de la crique ne gèlent pas au cours de l'hiver et servent ainsi de bassins aux truites, et à des oiseaux d'eau, comme le canard, par exemple. Lodi a adopté ce dernier comme mascotte et les habitants l'ont ainsi nommée "Susie le Canard".

## Démographie
| Groupe            | Lodi | Wisconsin | États-Unis |
| ----------------- | ---- | --------- | ---------- |
| Blancs            | 96,3 | 86,2      | 72,4       |
| Asiatiques        | 1,0  | 2,3       | 4,8        |
| Métis             | 1,0  | 1,8       | 2,9        |
| Autres            | 0,9  | 2,4       | 6,2        |
| Amérindiens       | 0,5  | 1,0       | 0,9        |
| Afro-Américains   | 0,3  | 6,3       | 12,6       |
| Total             | 100  | 100       | 100        |
|                   |      |           |            |
| Latino-Américains | 2,0  | 5,9       | 16,7       |

Selon l'American Community Survey, pour la période 2011-2015, 98,84 % de la population âgée de plus de 5 ans déclare parler anglais à la maison, alors que 0,85 % déclare parler l'espagnol et 0,31 % le japonais.

## Histoire
Isaac Palmer fonde le village de Lodi en 1846 sur les terres de Pleasant Valley Precinct (Wisconsin Territory). Palmer porte son choix sur cette vallée gelée pour ériger le village de Lodi à cause de son fort potentiel hydraulique. La même année, une scierie actionnée par le courant est construite à Spring Creek ainsi qu'un moulin à eau 1850.

## Lieu historique
- Lodi School Hillside Improvement Site

## Susie le Canard
L'autre nom de Lodi est La Maison de Susie le Canard, cette dernière étant la mascotte officielle de la ville depuis 1948. Au croisement entre Main Street et Spring Creek, dans le centre-ville de Lodi, se situe un parc sur le bord du ruisseau où les touristes peuvent utiliser des distributeurs automatiques pour acheter du maïs séché afin de nourrir les canards sauvages. Au même endroit, sur un petit panier en pierre, est inscrit le nom d'un ancien habitant, Engle Knerzer, et chaque année, un canard choisit ce panier pour y construire son nid. C'est en 1948, lorsqu'un canard choisit ce panier pour la première fois, que le surnom de "Susie" est trouvé par Jean Kasuboski, la petite-fille de William Breunig, chef de la police locale.  
Chaque année se tient le jour de la célébration de Susie le Canard, au cours de laquelle une course de canards en plastique a lieu. Les participants payent 5 $ pour s'offrir un petit canard en plastique. Les milliers de canards sont ensuite déposés sur l'eau du ruisseaeu, puis font la course pour rejoindre la ligne d’arrivée. Des prix sont décernés en fonction de l'ordre d’arrivée. Ce jour est aussi connu pour sa parade ainsi que les nombreuses activités qui ont lieu dans Goeres Park, les stands de vente de saucisses sur Main Street et dans Groeres Park et un biergarten dans le parc.

## Foire agricole
Lodi est l'une des trois villes de l'État du Wisconsin ayant sa propre foire. Cette foire, gratuite, existe depuis 142 ans, et débute, chaque année, le premier jeudi du mois de juillet et s’achève le dimanche suivant. Parmi les attractions, on trouve des compétitions d’éleveurs de bétail, des présentations des travaux artistiques des élèves de la ville, les concours de pâtisserie et des stands tenus par des organisations locales. En plus de cela, les participants peuvent aussi se joindre au carnaval et prendre part aux attractions (tour en tracteur, show de démolition). Enfin, de nombreux habitants se rassemblent pour écouter des artistes locaux et déguster les bières locales.

## Sentier de l’Ère Glaciaire
Une partie du sentier de l’Ère Glaciaire, de plus de 1 600 km, traverse Lodi.

## Résidents célèbres
- William S. Dwinnell, ancien sénateur de l'État du Minnesota, est né à Lodi.
- Scott McCallum, ancien gouverneur du Wisconsin, vit à Lodi.
- Albert O'Connor, décoré de la médaille de l'honneur, a vécu à Lodi.
- Wesley L. Packard, politicien du Wisconsin, a été maire de Lodi.
- Tracy Sachtjen, Olympic, athlète, championne du monde de curling, vit à Lodi.
- Tom Wopat, acteur, est né à Lodi.
- Mike Webster, joueur de football américain pour les Steelers de Pittsburgh et les Kansas City Chiefs, a vécu à Lodi.